# Les Parents terribles (pièce de théâtre)
Pour les articles homonymes, voir Les Parents terribles.
Les Parents terribles est une pièce de théâtre en trois actes de Jean Cocteau, créée le 14 novembre 1938 au Théâtre des Ambassadeurs à Paris.
Le 3 janvier 1939, à la suite de la 9e représentation, le Conseil municipal de Paris, propriétaire du Théâtre des Ambassadeurs, interdit la représentation de la pièce l'accusant de mettre en scène l'évocation d'un inceste. Elle sera reprise au théâtre des Bouffes Parisiens, mais en octobre 1941 elle est à nouveau interdite à la suite des pressions de la presse collaborationniste y voyant un « déprimant spectacle, tableau d'une famille française où le proxénétisme, l'ordure morale, la prostitution la plus basse nous sont représentés comme l'image même de nos mœurs ».
Après 1945, elle sera reprise de nombreuses fois, comme en 1977 par Jean Marais au Théâtre Antoine.

## Argument
Georges, père doux et rêveur, est entièrement dominé par les caprices de sa femme, Yvonne, une diabétique victime de malaises fréquents. Avec Michel, leur fils adoré, les parents vivent au crochet de Léonie, qui a autrefois été la fiancée de Georges qui lui a préféré sa sœur.
Ces quatre personnes habitent ensemble jusqu'au jour où survient Madeleine, la maîtresse de Georges et la nouvelle amante du fils.

## Distribution
- Alice Cocea : Madeleine
- Marcel André : Georges
- Jean Marais : Michel
- Germaine Dermoz : Yvonne
- Gabrielle Dorziat : Léonie
- Metteur en scène : Alice Cocea
- Décors : Guillaume Monin

## De la genèse à la création de la pièce en 1938[2]
Le détour par le Moyen Âge, qui renouvelait son inspiration, n’a pas apporté à Jean Cocteau le franc succès qu’il attendait. Le 29 décembre 1937, Les Chevaliers de la Table ronde atteint péniblement la centième. […] Les dettes s’accumulent à un moment où Jean Marais compte de plus en plus sur le poète pour assoir sa jeune gloire. Dans son ingénuité, ne lui passe-t-il pas commande d’un « rôle moderne, vivant, excessif, où, ajoute-il, je devrais pleurer, rire et ne pas être beau » ? Dans l’urgence, Cocteau va donc s’orienter vers ce dont, par principe, il s’était toujours écarté : boulevard, capable de séduire un vaste public populaire. […]
1938 sera donc l’année des Parents terribles : Cocteau passe une partie de l’hiver, à Montargis,  à écrire la pièce, tout le printemps à chercher un théâtre, la moitié de l’automne à la faire répéter et à rédiger des « faire-part », sortes de « prière d’insérer » à l’usage de la presse. […] 
Après la lecture de la pièce par l'auteur, Marais lui avoue être paniqué, se sentant incapable de jouer un tel personnage  :  « J'étais tellement bouleversé et ému par la beauté de ce que je venais d'entendre que je ne pouvais plus parler »  mais « c'est le plus beau rôle qu'un jeune acteur puisse rêver d'interpréter ». 
Soucieux d'aider son acteur à interpréter au mieux le rôle de Michel, Cocteau transforma l'expression habituelle, le « for-mi-da-ble », que Jean Marais utilisait souvent pour ponctuer ses phrases, par un « in-cro-ya-ble » sur scène.  
Le point final fut mis le 26 février 1938. La pièce s’intitule alors : La Roulotte ou la Maison dans la lune, deux titres qui viennent directement des propos des personnages pour illustrer l’incurie des uns, l’irréalisme des autres. Elle est dédiée à cinq comédiens. Deux ont prêté leur nom aux personnages dont l’auteur espère faire leur interprète : Yvonne de Bray, Madeleine Ozeray. On lit dans le même feuillet : « A Gabrielle Dorziat , à  Louis Jouvet, à Jean Marais. » Une telle distribution manifeste une volonté de confier le destin de la pièce au maître de l’Athénée (Louis Jouvet), afin de renouer avec le franc succès de La Machine infernale à la Comédie des Champs-Élysées. « Admirable ! C’est du tout cuit », aurait dit Jouvet à la mi-avril, en prenant possession du texte.
Huit jours plus tard – c’est toujours Jean Marais qui le cite –, il aurait rendu la pièce, sous prétexte qu’elle ne « ferait pas un franc ». Jouvet doutait-il des talents du jeune comédien, comme celui-ci le suggère ? Cocteau préfère avancer la déception de Madeleine Ozeray à la découverte du rôle de Madeleine. […] Immédiatement, l’auteur de La Maison hantée – c’est le titre du moment – se met en quête d’une autre salle, et tous les échafaudages s’effondrent. Aucun des directeurs pressentis ne veut ou ne peut l’accueillir. […] Le salut viendra de Roger Capgras, à qui, depuis un an, la Ville de Paris a laissé provisoirement la concession des Ambassadeurs. Il fournit une salle, une Madeleine de rechange : sa maîtresse Alice Cocéa et de surcroît le bon titre. […] Capgras, inspiré par l’esprit plutôt que par la lettre du texte, propose Les Parents terribles. Aussitôt Cocteau l’adopte. […]
En attendant les répétitions prévues pour septembre, Cocteau peut partir l’esprit tranquille en vacances …. à Toulon. […] La brigade des stupéfiants le prend en flagrant délit de consommation d’opium …. […] c’est ajouter à ses embarras ceux d’un procès qui lui vaudra une lourde amende. À l’échelle européenne, l’été de 1938 entretient une tension tragique. Les accords de Munich laisseront un an de sursis à l’entreprise.
Dans son Journal, Cocteau est revenu sur le « drame » des répétitions. Les difficultés commencent avec Yvonne de Bray, qui « retombe dans son vice », la boisson. « Et elle improvise. Elle se débraille. » Germaine Dermoz […] la remplace vite et vient pour donner la réplique à Gabrielle Dorziat. […]
À la fin d’octobre, Cocteau entre à son tour dans son rôle : attaché de presse. […] « Il prépare un certain nombre d’articles pour défendre sa pièce devant la critique et le public », avant même qu’elle soit présentée et donc attaquée. […]
La pièce est créée le 14 novembre 1938, au théâtre des Ambassadeurs : « Une sorte de triomphe pour le théâtre, l’auteur et les interprètes. » […] D’abord commercial : au dire de Capgras, la pièce aura fait un million de recettes en quarante jours. Mais surtout les critiques sont séduits. Seule la presse d’extrême droite fait exception …. Comme  Robert Brasillach, qui se gausse de la foule des snobs ou des fanatiques venus applaudir au spectacle de sa propre « pourriture » et achève son éreintement par une injure : « Si le mot "ordure" a un sens, il convient de l’appliquer sans distinction à l’œuvre et à son auteur. » […]
Le ministre Jean Zay ayant salué la naissance d’« une grande œuvre classique », Cocteau s’autorise de ce label pour proposer aux élèves de plus de seize ans des écoles de la Ville de Paris deux représentations gratuites. L'intention est louable. Il ne peut pas imaginer les conséquences de son acte : sa lettre aux conseillers municipaux soulève un tollé pour incitation d'adolescents à la débauche, pour inceste et provoque, à la séance du 20 décembre, le recours à la procédure d’urgence. Les conseillers votent la rupture de la convention provisoire : Cocteau a dix jours pour quitter le théâtre des Ambassadeurs qui appartient à la Ville de Paris.
Tandis que Capgras annonce une triple riposte qui fera long feu, la querelle fait rage en ce temps de Noël et prend même une tournure politique. La presse radicale avec Joseph Kessel, puis Louis Aragon et les quotidiens communistes volent au secours du dramaturge persécuté. La pièce est reprise à partir du 4 janvier 1939 aux Bouffes-Parisiens. Et puis, nouvelle catastrophe, Jean Marais souffrant de deux otites et d'une méningite doit abandonner son rôle fin février pour deux mois, durant lesquels son remplaçant ne peut assurer le succès de la pièce. À son retour, le public est bien là, jusqu'à l'été 1939 et la déclaration de la guerre.
Reprise de la pièce en Italie en 1945, mise en scène Luchino Visconti avec Gino Cervi et en France, au théâtre du Gymnase en 1946 avec Serge Reggiani dans le rôle de Michel.

## La reprise de la pièce en 1977
« Je suis né deux fois, le 5 décembre 1913 et ce jour de 1937 quand j’ai rencontré Jean Cocteau » aimait à dire Jean Marais en parlant de son mentor, de son Pygmalion.
Après la disparition de Jean Cocteau en 1963, à son tour Jean Marais assurera la continuité et la fidélité de ce couple devenu mythique. Le 17 janvier 1977, au Théâtre Antoine à Paris, Marais mit en scène « Les parents terribles » et interpréta, cette fois à l’âge de 64 ans, le rôle de Georges, le père de Michel. le succès est au rendez-vous, la pièce resta à l'affiche du théâtre jusqu'au 30 octobre 1977 et en province avec les galas Karsenty-Hebert.
Trois ans plus tard, en 1980, une version télévisuelle de cette pièce a été diffusée sur la troisième chaîne couleur de l'ORTF, réalisée par Yves-André Hubert avec des changements d’actrices, pour le rôle de Madeleine : Caroline Sihol remplacée par Anne Ludovik et pour le rôle de Léo : Madeleine Robinson remplacée par France Delahalle

### Distribution
- Caroline Sihol : Madeleine
- Jean Marais : Georges
- François Duval : Michel
- Lila Kedrova : Yvonne
- Madeleine Robinson : Léonie
- Mise en scène en scène : Jean Marais
- Réalisation : Yves-André Hubert
- Scénographie, décors : Agostino Pace
- Costumes : Nina Ricci, Cristiani et Gérard Pipart

## La reprise de la pièce en 1992
Les Parents terribles de Jean Cocteau, mise en scène de Raymond Acquaviva avec Daniel Gélin et Danièle Delorme.

## La reprise de la pièce en 2020

### Distribution
- Lola Créton : Madeleine
- Charles Berling : Georges
- Émile Berling : Michel
- Maria de Medeiros : Léonie
- Muriel Mayette-Holtz : Yvonne
- Mise en scène en scène et scénographie : Christophe Perton
- Costumes : Agnès Falque
- Réalisation des masques : Cécile Welger-Barelli
- Production : La compagnie Scènes&Cités
- Coproduction : Théâtre National de Nice

## Adaptations

### Au cinéma
- 1948 : Les Parents terribles, film français réalisé par Jean Cocteau

### À la télévision
- 2003 : Les Parents terribles, téléfilm français réalisé par Josée Dayan